# Mieczysław Glanowski
Mieczysław Józef Glanowski (ur. 11 marca 1929 w Zebrzydowicach, zm. 16 stycznia 1983) – polski inżynier górnik i polityk, minister górnictwa w latach 1980–1981.

## Życiorys
Syn Józefa i Heleny. W 1953 ukończył studia inżynierskie na Wydziale Górniczym Akademii Górniczo-Hutniczej w Krakowie. Następnie pracował na macierzystej uczelni do 1954 jako pracownik techniczny, a do 1955 był zastępcą kierownika Zakładu Badawczego przy Katedrze Głębienia Szybów i Obudowy Górniczych AGH. Następnie przeszedł do pracy w Kopalni Węgla Kamiennego „Sosnowiec” na stanowisko nadsztygara, a od 1957 do 1958 naczelnego inżyniera. Przeszedł na stanowisko dyrektorskie w KWK „Niwka-Modrzejów”, które piastował do 1964.
W okresie 1948–1953 należał do Związku Młodzieży Polskiej, a od 1955 do Polskiej Zjednoczonej Partii Robotniczej. Od 1961 do 1965 wchodził w skład plenum komitetu miejskiego partii w Sosnowcu. W 1965 został dyrektorem departamentu inwestycji w Ministerstwie Górnictwa i Energetyki, po czym do 1970 był dyrektorem generalnym resortu. Został wtedy również pełnomocnikiem rządu ds. Rybnickiego Okręgu Węglowego, które to stanowisko pełnił do 1980. W okresie 1971–1976 i 1981–1983 podsekretarz stanu w Ministerstwie Górnictwa i Energetyki (od 1981 do 1983 I zastępca ministra), a w latach 1976–1980 w Ministerstwie Górnictwa. 8 października został ministrem tego resortu, urząd pełnił do 3 lipca 1981 w rządzie Józefa Pińkowskiego i Wojciecha Jaruzelskiego. Następnie powrócił na stanowisko wiceministra - I zastępcy ministra górnictwa i energetyki.
Pochowany z honorami państwowymi i górniczymi 19 stycznia 1983 roku na Cmentarzu przy ul. Sienkiewicza w Katowicach. W pogrzebie udział wzięli m.in. członkowie Biura Politycznego KC PZPR wicepremier Zbigniew Messner oraz Jerzy Romanik, wicepremier Zbigniew Szałajda, minister górnictwa i energetyki gen. dyw. Czesław Piotrowski oraz wojewoda katowicki gen. dyw. pil. Roman Paszkowski. Trumnę udekorowano przyznanym Mieczysławowi Glanowskiemu pośmiertnie przez Radę Państwa Krzyżem Komandorskim z Gwiazdą Orderu Odrodzenia Polski

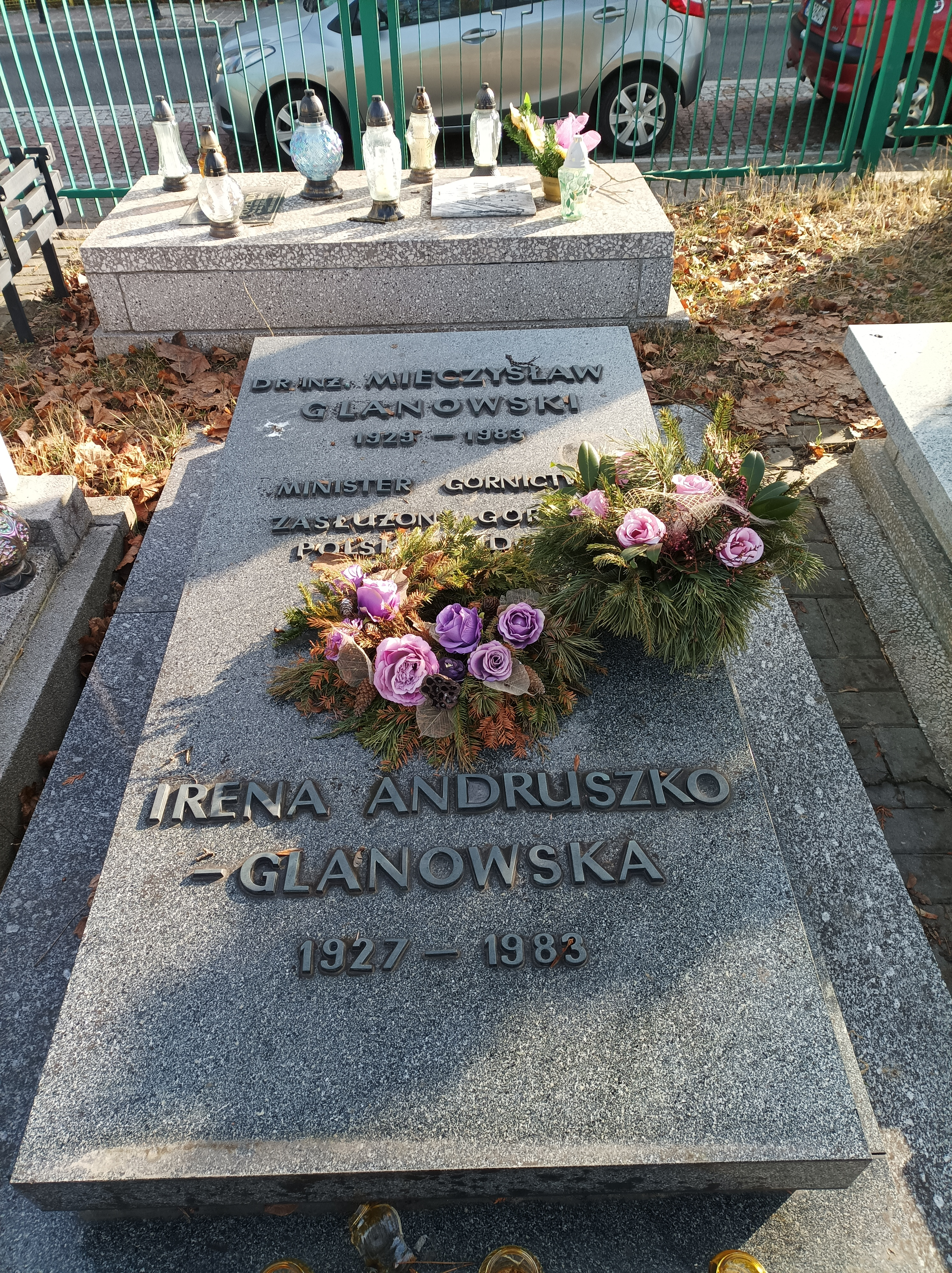
Grób Mieczysława Glanowskiego na cmentarzu przy ul. Sienkiewicza w Katowicach

## Odznaczenia[3]
- Order Sztandaru Pracy I klasy
- Order Sztandaru Pracy II klasy
- Krzyż Komandorski z Gwiazdą Orderu Odrodzenia Polski (pośmiertnie)
- Krzyż Komandorski Orderu Odrodzenia Polski
- Krzyż Oficerski Orderu Odrodzenia Polski
- Krzyż Kawalerski Orderu Odrodzenia Polski
- Tytuł honorowy "Zasłużony Górnik Polskiej Rzeczypospolitej Ludowej"
- inne odznaczenia i medale